# Philosophisch-Theologische Hochschule Sankt Georgen
Die Philosophisch-Theologische Hochschule Sankt Georgen, kurz PTH Sankt Georgen, ist eine staatlich anerkannte, private katholische Hochschule in jesuitischer Trägerschaft in Frankfurt am Main. Ihr sind das überdiözesane Priesterseminar Sankt Georgen und eine Jesuiten-Kommunität angeschlossen.

## Geschichte
Erst die Aufhebung des von Otto von Bismarck erlassenen Jesuitengesetzes durch die deutsche Reichsregierung im Jahre 1917 hat die Gründung möglich gemacht. Der Orden und seine Ausbildungsstätten konnten nach Deutschland zurückkehren. Der damalige Limburger Bischof Augustinus Kilian hatte großes Interesse an der Hochschule. Er wollte das seit 1829 bestehende Priesterseminar der Diözese zu einer vollständigen Fakultät ausbauen. Die zunächst geplante Inkorporation in die 1914 gegründete Johann Wolfgang Goethe-Universität Frankfurt am Main, die keine katholisch-theologische Fakultät besaß, gelang nicht. So suchten die Jesuiten seit Anfang der 1920er Jahre ein eigenes Grundstück. 1925 konnte die „Villa Grunelius“ mit dem historischen Park Sankt Georgen in Sachsenhausen an der Grenze zu Oberrad an der Offenbacher Landstraße erworben werden, wo der Orden die Hochschule mit Priesterseminar und eine Kommunität errichtete. Am 25. Oktober 1926 wurde die Hochschule unter dem Namen „Philosophisch-Theologische Lehranstalt Sankt Georgen“ gegründet. Ihr Name ist eine Erinnerung an den früheren Eigentümer des Anwesens, den Frankfurter Bankier Johann Georg von Saint George (1782–1863). Die neue Hochschule diente zunächst allein der Ausbildung der Weltpriester der Diözese Limburg. Sehr bald kamen auch Seminaristen von Osnabrück und Hildesheim, teilweise auch von Berlin und Aachen hinzu, sowie von Hamburg seit der (Wieder-)Errichtung des Erzbistums im Jahre 1995.
Das Projekt hat vor allem der damalige päpstliche Apostolischen Nuntius Eugenio Pacelli gefördert, der an ein Zentrum scholastischer Theologie im deutschen Raum dachte. Die theologische Fakultät für die Ausbildung der Jesuiten blieb bis 1942 im niederländischen Valkenburg aan de Geul, bestand von 1945 bis 1950 in Büren und siedelte dann nach Frankfurt über, wo ab 1951 die Ausbildung des diözesanen Priesternachwuchses und der jungen Jesuiten zweigleisig nebeneinander herlief, bis die beiden Institutionen 1970 vereinigt wurden. In Valkenburg hat beispielsweise der spätere Widerstandskämpfer Alfred Delp sein Theologiestudium begonnen, das er ab 1936 in Sankt Georgen fortsetzte. Bei dem Luftangriff in der Nacht vom 18. zum 19. März 1944 wurde mit dem größten Teil Oberrads auch Sankt Georgen zerstört. Die Hochschule nahm im November 1946 den Lehrbetrieb wieder auf. Der Wiederaufbau des zerstörten Gebäudes war 1949 abgeschlossen. Zunächst besaß die Fakultät das kirchliche Promotionsrecht nur für Mitglieder der Gesellschaft Jesu („Jesuiten“), seit 1974 auch für andere Studierende. Nachdem die Hochschule Sankt Georgen 1980 die Anerkennung als Wissenschaftliche Hochschule erhalten hatte, wurden ihr 1982 das Recht zur Verleihung des Doktorgrades in Theologie, 1983 zur Verleihung des Lizentiats und 2000 das Recht zur Verleihung des Grades eines habilitierten Doktors der Theologie (Habilitationsrecht) mit Wirkung auch für den staatlichen Rechtsbereich verliehen.

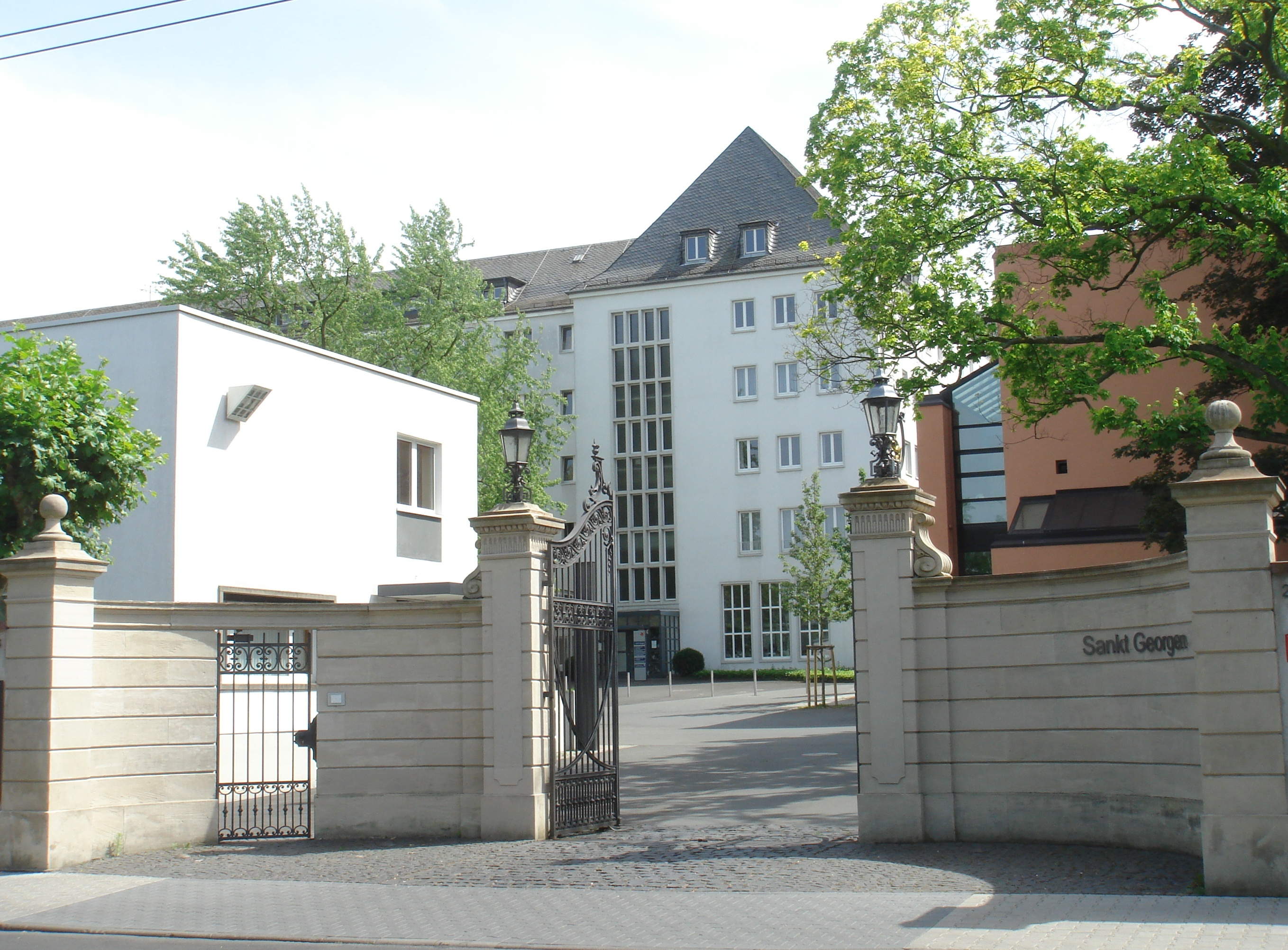
Einfahrt der PTH Sankt Georgen

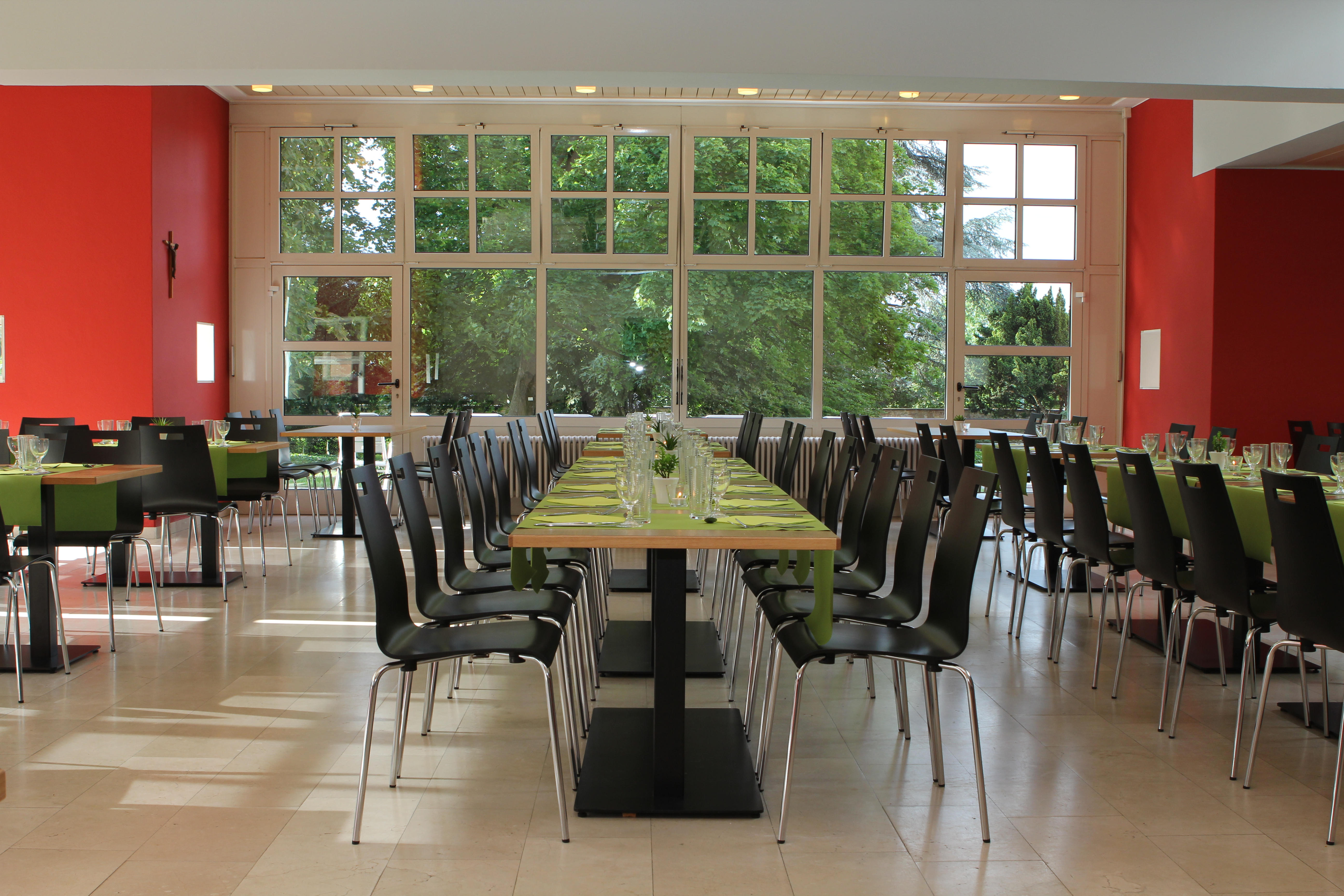
Die neu gestaltete Mensa der PTH Sankt Georgen

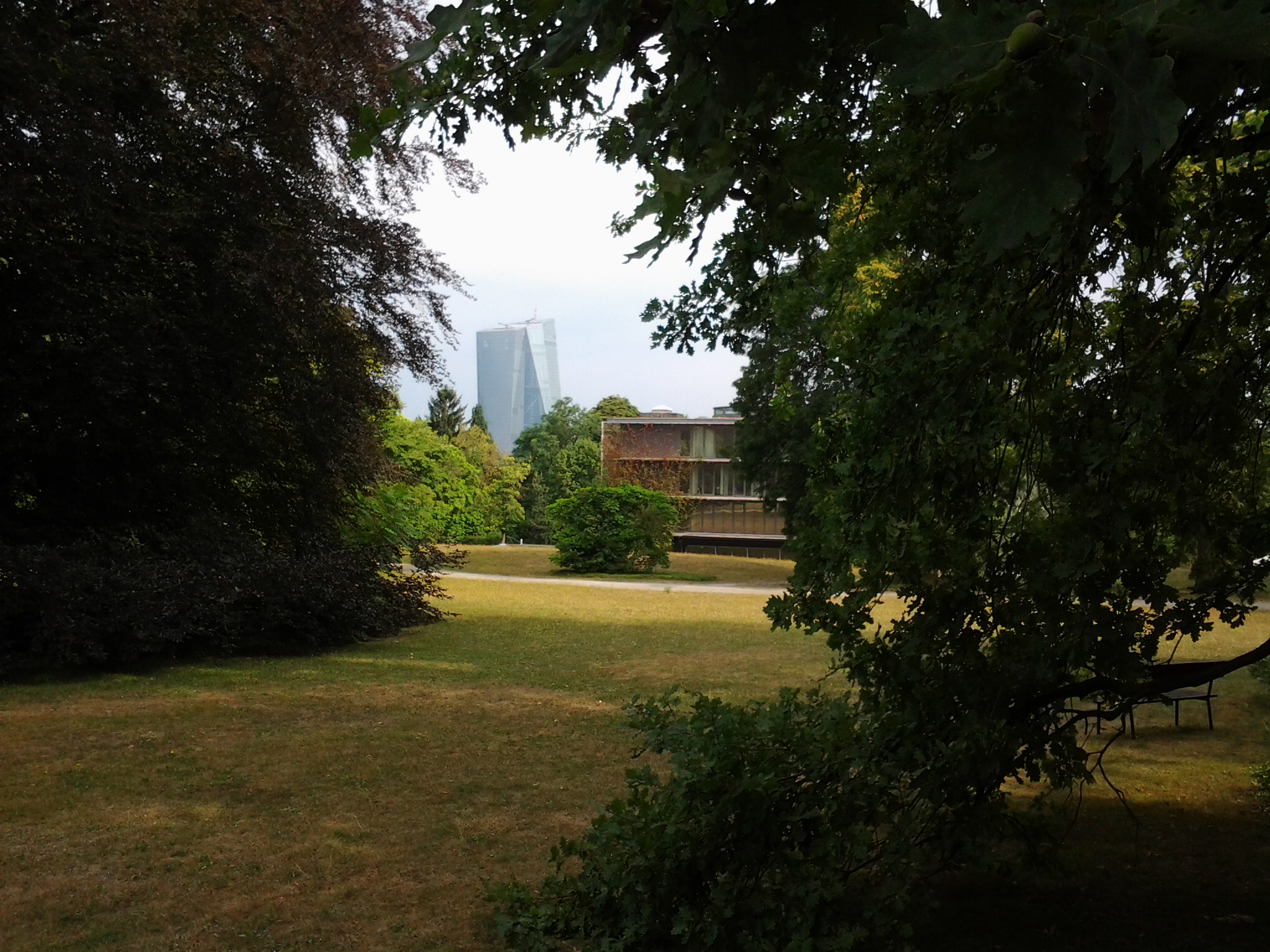
Der Park Sankt Georgen in Frankfurt am Main ist berühmt wegen seines alten und schönen Bestands an seltenen Baumarten.

Jorge Mario Bergoglio, von 2013 bis 2025 Papst Franziskus, verbrachte 1986 einige Monate an der PTH Sankt Georgen, um sich mit einzelnen Professoren über ein Dissertationsprojekt zu beraten; zu einem Abschluss in Sankt Georgen kam es allerdings nicht. Papst Franziskus erwähnte diesen Aufenthalt in einem Grußwort, das er 2016 zum 90-jährigen Jubiläum der Hochschule verfasste. Beim Festakt am 17. Oktober 2016 hielt Christoph Markschies (Berlin) den Festvortrag und der Bischof von Limburg Georg Bätzing eine Ansprache.

## Hochschule
Träger der Hochschule ist die in München ansässige Deutsche Provinz der Jesuiten. Die Hochschule wird zu einem großen Teil von den Bistümern Limburg, Aachen, Osnabrück, Hildesheim und dem Erzbistum Hamburg finanziert, die ihre Priesteramtskandidaten zum Theologiestudium nach Frankfurt schicken. Gegenwärtig sind etwa die Hälfte der Professoren und Dozenten Mitglieder des Jesuitenordens.

### Studiengänge
Die Hochschule Sankt Georgen bietet aktuell folgende Studiengänge an:
- Magister in Theologie (Mag. theol.)
- Lizentiat in Theologie (Lic. theol.)
- Doktorat in Theologie (Dr. theol.)
- Doktorat in Philosophie (Ph.D.)
- Habilitation in Theologie (Dr. theol. habil.)
- Bachelor „Kirchliche Praxis in säkularer Gesellschaft“ (berufsbegleitend)
- Master „Sozialethik im Gesundheitswesen“ (in Kooperation mit der Johann Wolfgang Goethe-Universität Frankfurt am Main)

Darüber hinaus gibt es verschiedene Zertifikatsprogramme:
- Philosophisches Orientierungsjahr
- Philosophicum
- Islam und christlich-muslimische Begegnung
- Medien und öffentliche Kommunikation

Frühere Studiengänge waren unter anderem:
- Bachelor in Philosophie (bis 2023)
- Diplom in Katholischer Theologie (bis 2010)

Die postgradualen Aufbaustudiengänge können in der Vertiefung biblische, historische, systematische und praktische Theologie gewählt werden. Es wird auch ein Aufbaustudium in „Pastoralpsychologie und Spiritualität“ angeboten.

### Institute
Die Hochschule unterhält folgende Institute:
- Hugo von Sankt Viktor-Institut für Quellenkunde des Mittelalters
- Alois-Kardinal-Grillmeier-Institut für Dogmengeschichte, Ökumene und interreligiösen Dialog
- Institut für Pastoralpsychologie und Spiritualität
- Oswald von Nell-Breuning-Institut für Wirtschafts- und Gesellschaftsethik

Der Hochschule sind zwei Institute der Deutschen Bischofskonferenz angegliedert:
- die Christlich-islamische Begegnungs- und Dokumentationsstelle (CIBEDO)
- das Institut für Weltkirche und Mission (IWM)

Der Auftrag des am 29. Juni 2009 gegründeten IWM ist es, sich in Forschung und Lehre der Missionswissenschaft sowie der katholischen Theologie in ihrer weltweiten Vielfalt zu widmen. Es verfolgt das Ziel, das missionarische Wesen der Kirche theologisch zu reflektieren. Inhaltliche Schwerpunkte sind unter anderem Missionsgeschichte, Kontextuelle Theologie und Inkulturation, Mission und Gesundheit, Mission in Bildung sowie Weltkirche in Deutschland.
Das IWM setzt sich im Geist des Zweiten Vatikanischen Konzils dafür ein, missionstheologische Fragen stärker ins Bewusstsein von Theologie, Kirche und Öffentlichkeit zu rücken und den wissenschaftlichen Nachwuchs auf diesem Gebiet auszubilden. So fördert das „Stipendienprogramm Albertus Magnus“ postgraduale Studierende der Theologie aus der Weltkirche in Deutschland. Das 2017 eingestellte Rahel-Bildungsprojekt unterstützte benachteiligte Jugendliche aus Äthiopien mit Stipendien.
Das IWM ist Mitglied der International Association of Catholic Missiologists (IACM) und arbeitet mit wissenschaftlichen Institutionen in Europa, Afrika, Lateinamerika und Asien zusammen. Kooperationspartner in Deutschland sind die missionstheologischen universitären Lehrstühle und Institute sowie die katholischen weltkirchlichen Hilfswerke, die deutschen Diözesen mit ihren Abteilungen für Weltkirche und Mission und das Internationale Institut für missionswissenschaftliche Forschungen. Direktor des IWM ist Markus Luber SJ.

## Bibliothek
Die Bibliothek der Hochschule ist auf theologische und philosophische Literatur spezialisiert. Sie umfasst knapp eine halbe Million Bände (Stand: 2018), darunter einen beträchtlichen Altbestand von Handschriften, spätmittelalterlichen Inkunabeln und Büchern aus dem 16. bis 17. Jahrhundert, der von einer eigenen Restaurierungswerkstatt betreut wird. Die Bibliotheken des Jesuitenkollegs Valkenburg sowie weiterer Jesuitenkollegien wurden in die Sankt Georgener Hochschulbibliothek integriert. Ein Sammelschwerpunkt der Bibliothek ist die Literatur über den Jesuitenorden. Auch die 622 laufend geführten Zeitschriften machen die Bibliothek zu einem bedeutenden Standort für theologische Forschung im deutschen Sprachraum. Zudem gibt es einen islamwissenschaftlichen Spezialbestand zum Teil in der Hochschulbibliothek, zum Teil in der Bibliothek der Christlich-Islamischen Begegnungs- und Dokumentationsstelle (CIBEDO), die sich am Sankt Georgener Campus befindet. Die Hochschulbibliothek ist Mitglied der Arbeitsgemeinschaft Katholisch-Theologischer Bibliotheken (AKThB).

## Priesterseminar
Auf dem Campus Sankt Georgen befindet sich auch das überdiözesane Priesterseminar Sankt Georgen. Die Seminaristen leben und arbeiten auf dem Campus, um getreu dem Motto der Hochschule pietati et scientiae („Für Religion und Wissenschaft“) zu prüfen, ob für sie der Priesterberuf der katholischen Kirche lebensfüllend ist. Die knapp 10 Priesterkandidaten stammen vor allem aus den (Erz-)Bistümern Aachen, Hamburg, Hildesheim, Limburg und Osnabrück. Im selben Haus wohnen auch etwa 20 Studenten, zumeist Priester, die aus vielen Ländern der Welt kommen, um an der Hochschule ein postgraduales Studium (Lizentiat bzw. Doktorat) zu absolvieren (Stand: 2024). Regens des Priesterseminars war von 2005 bis 2016 Stephan Kessler SJ, den im September 2016 Herbert Rieger SJ ablöste. Seit Juni 2023 ist Axel Bödefeld SJ der Regens des Priesterseminars.

## Berufungscampus
Die Hochschule versteht sich als eine Einrichtung, in der nach ihrem Motto „pietati et scientiae […] die Verbindung von Wissenschaft und geistlicher Praxis“ gelebt wird. Nicht nur angehende Priester und Pastoralreferenten, sondern alle Personen sollen in ihrer persönlichen christlichen Berufung gefördert werden. So wird seit 2022 der Campus zu einem „Hochschul- und Berufungscampus“ entwickelt. Zum Arbeitsbereich „Berufungscampus“, der von Clemens Blattert SJ geleitet wird, gehört die seit 2017 existierende „Zukunftswerkstatt SJ“, die vor allem Exerzitien und geistliche Auszeitwochenenden (Einkehrtage) für junge Erwachsene anbietet. Außerdem hat das „Zentrum für Berufungspastoral“ der Deutschen Bischofskonferenz seit 2023 hier seinen Sitz.
Seit 2022 ist auch das „Refugium für Mitarbeitende in Caritas und Pastoral“ am Campus Sankt Georgen angesiedelt. Es ist eine Stelle des Bistums Limburg und gehört nicht zum Berufungscampus, macht aber ebenfalls spirituelle Angebote und begleitet Teamprozesse kirchlicher Einrichtungen.

## Kirchen

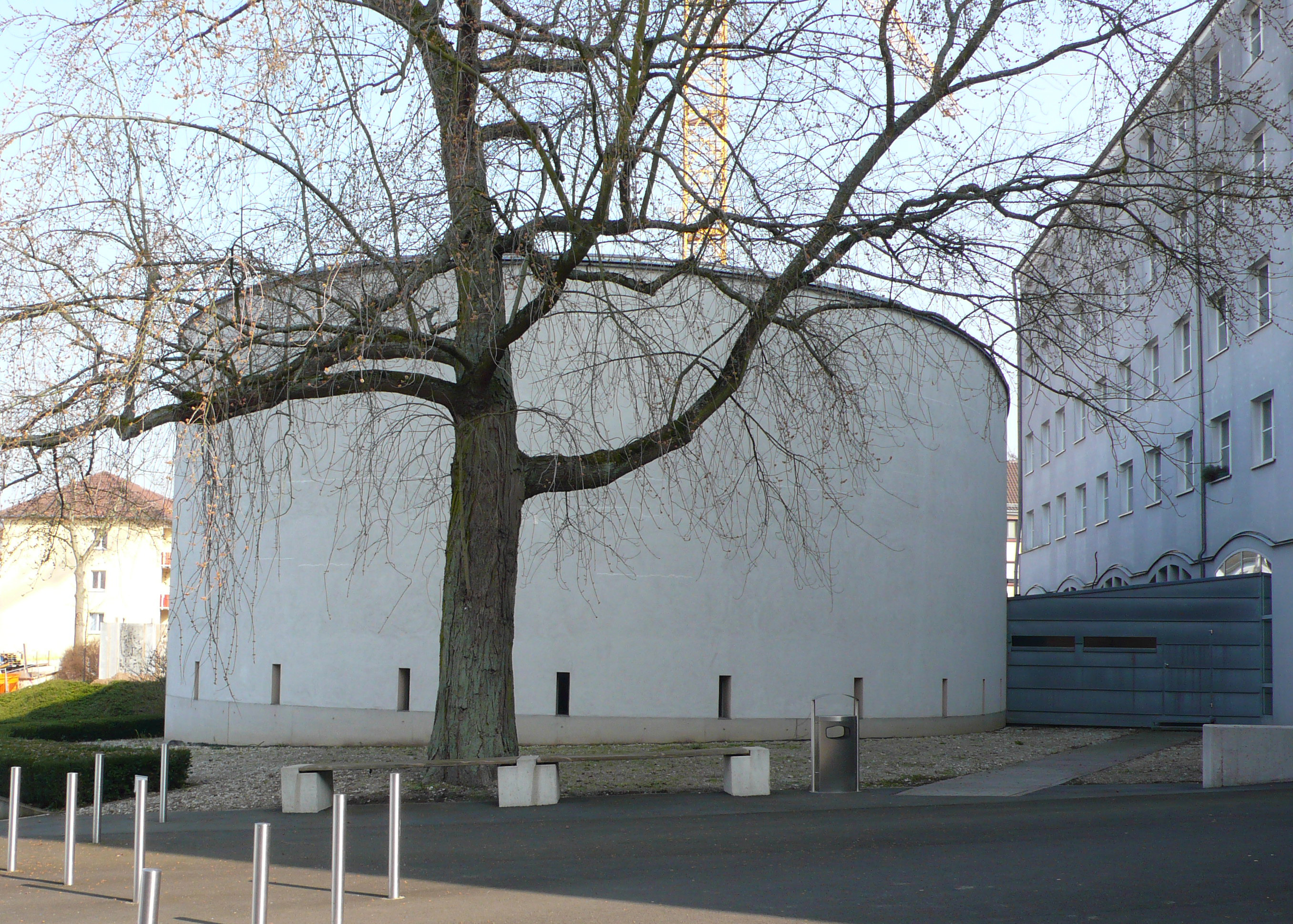
Campuskirche

Da Sankt Georgen ein Zentrum für die geistliche Ausbildung ist, befinden sich am Campus verschiedene Kirchen, Kapellen und Gebetsorte. Zwei markante Bauwerke sind hervorzuheben: Die 1993 fertiggestellte, bis 2023 „Seminarkirche“ genannte Campuskirche „St. Georg“ wurde von den Schweizer Architekten Ernst und Gottlieb Studer entworfen. Der Altar ist ein Werk von Ulrich Rückriem. 2015 entstand zudem eine byzantinische Kirche „Vom Heiligen Kreuz zu Jerusalem“, deren Konzept Michael Schneider entwarf. Das kleine ostkirchliche Gotteshaus befindet sich in einem Raum innerhalb des Kollegsgebäudes.

## Persönlichkeiten

### Hochschulrektoren
Der akademische Rektor der Hochschule ist vom Rektor/Superior des Jesuitenkollegs und vom Rektor/Regens des Priesterseminars zu unterscheiden. Zumindest bis 1956 gab es jedoch eine Personalunion in diesen Ämtern.
- 1926–1929: Ludwig Kösters
- 1929–1932: Wilhelm Klein
- 1932–1935: Jakob Gemmel
- 1935–1937: Michael Gierens
- 1937–1944: Paul Schütt
- 1944–1950: Nikolaus Junk
- 1950–1956: Friedrich Buuck
- 1970–1972: Johannes Günter Gerhartz
- 1978–1982: Johannes Beutler
- 1982–1988: Ludwig Bertsch
- 1988–1992: Werner Löser
- 1992–1996: Johannes Beutler
- 1996–2000: Michael Sievernich
- 2000–2006: Helmut Engel
- 2006–2010: Ulrich Rhode
- 2010–2014: Heinrich Watzka
- 2014–2020: Ansgar Wucherpfennig
  - 1. Oktober bis 15. November 2018 kommissarisch: Thomas Meckel[18]
- 2020–2024: Thomas Meckel
- seit 2024: Wolfgang Beck

### Bekannte Professoren
- Heinrich Bacht (1910–1986), Fundamentaltheologe
- Karl Josef Becker (1928–2015), Dogmatiker, Kardinal
- Ludwig Bertsch (1929–2006), Theologe
- Johannes Beutler (1933–2024), Exeget des Neuen Testaments und Fundamentaltheologe
- Karl Frielingsdorf (1933–2017), Religionspädagoge und Pastoralpsychologe
- Johannes Günter Gerhartz (1926–2016), Kirchenrechtler
- Alois Grillmeier (1910–1998), Dogmatiker und Patristiker, Kardinal, Peritus auf dem Zweiten Vatikanischen Konzil
- Gustav Gundlach (1892–1963), Sozialethiker und Sozialphilosoph
- Friedhelm Hengsbach (* 1937), Gesellschafts- und Sozialethiker
- Johannes B. Hirschmann (1908–1981), Sozialethiker, Politikberater
- Hans-Winfried Jüngling (1938–2018), Exeget des Alten Testamentes
- Medard Kehl (1942–2021), Dogmatiker
- Peter Knauer (1935–2024), Fundamentaltheologe
- Rupert Lay (1929–2023), Philosoph
- Norbert Lohfink (1928–2024), Exeget des Alten Testamentes
- Oswald von Nell-Breuning (1890–1991), Sozialethiker und Nestor der katholischen Soziallehre
- Helmut Ogiermann (1910–1995), Philosoph
- Klaus Schatz (* 1938), Kirchengeschichtler
- Bruno Schüller (1925–2007), Moraltheologe
- Otto Semmelroth (1912–1979), Dogmatiker, Peritus auf dem Zweiten Vatikanischen Konzil
- Michael Sievernich (* 1945), Pastoraltheologe
- Jörg Splett (* 1936), Religionsphilosoph und Anthropologe

### Bekannte Absolventen
- Stephan Ackermann (* 1963), Bischof von Trier
- Karl Josef Becker (1928–2015), Dogmatiker, Kardinal
- Bernhard Bendel (1908–1980), Gründer des Opus Spiritus Sancti
- Hans Blumenberg (1920–1996), Philosoph
- Franz-Josef Bormann (* 1965), Priester und Professor für Moraltheologie und Theologische Ethik
- Karl Borsch (* 1959), Weihbischof in Aachen
- Alfred Delp (1907–1945), Priester und Widerstandskämpfer im Dritten Reich
- Karl Hausberger (1944–2024), katholischer Theologe und Hochschullehrer
- Johannes Heinrichs (* 1942), Philosoph
- Dominik Heringer (* 1979), Priester, Theologe, Professor für Kirchengeschichte an der KHKT sowie Geschäftsführer der KHKT
- Peter Hofmann (* 1958), Priester und Fundamentaltheologe sowie Dogmatiker
- Jean-Claude Hollerich (* 1958), Kardinal, Erzbischof von Luxemburg
- Algirdas Jurevičius (* 1972), Bischof von Telšiai in Litauen
- Wilhelm Kempf (1906–1982), Bischof von Limburg
- Stefan Kiechle (* 1960), Provinzial der Deutschen Provinz der Jesuiten (2010–2017)
- Wilfried Köpke (* 1962), Journalist und Hochschullehrer
- Wendelin Köster (* 1939), Rektor des Kollegs Sankt Georgen (2010–2014)
- Lothar Krappmann (* 1936), Pädagoge und Soziologe
- Norbert Kühne (* 1941), Psychologe und Autor
- Luis Ladaria (* 1944), Kardinal, Präfekt der Kongregation für die Glaubenslehre
- Stephan P. Leher (* 1956), römisch-katholischer Moraltheologe und Universitätsprofessor in Innsbruck
- Federico Lombardi (* 1942), ehemaliger Pressesprecher des Papstes
- Juan Antonio Martínez Camino (* 1953), Weihbischof im Erzbistum Madrid
- Friedhelm Mennekes (* 1940), deutscher katholischer Theologe und Ausstellungsmacher
- Klaus Mertes (* 1954), ehemals Rektor des Jesuiten-Gymnasiums Canisius-Kolleg Berlin und des Kolleg St. Blasien
- Gerhard Poppe, Priester und Dozent für Medienkunde
- Johannes Prassek (1911–1943), seliggesprochener Priester und Widerstandskämpfer im Dritten Reich
- Andreas Range (* 1947), Priester, Abt der Zisterzienserabtei Marienstatt
- Gert Scobel (* 1959), Fernsehmoderator
- Jon Sobrino (* 1938), Befreiungstheologe
- Josef Stierli (1913–1999), Kirchenhistoriker und Leiter des Bildungshauses in Bad Schönbrunn
- Ferdinand Strobel (1908–1999), Kirchenhistoriker
- Thomas Stühlmeyer (* 1964), Pastoraltheologe und Pfarrer
- Michael Wüstenberg (* 1954), emeritierter Bischof von Aliwal
- Lothar Zenetti (1926–2019), Priester und Schriftsteller
- Christian Zwingmann (* 1963), Religionspsychologe und Hochschullehrer